# Macrocarpaea loranthoides
Macrocarpaea loranthoides är en gentianaväxtart som först beskrevs av August Heinrich Rudolf Grisebach, och fick sitt nu gällande namn av P.J.M. Maas. Macrocarpaea loranthoides ingår i släktet Macrocarpaea och familjen gentianaväxter. Inga underarter finns listade i Catalogue of Life.